# هیروشی فوتامی
هیروشی فوتامی (انگلیسی: Hiroshi Futami؛ زادهٔ ۲۰ مارس ۱۹۹۲) بازیکن فوتبال اهل ژاپن است.